# Бу-Аттіфель/Фарег/Джахіра – Інтісар
Бу-Аттіфель/Фарег/Джахіра – Інтісар (Jakhira/Faregh/Bu Attifel – Intisar) – газопровідна система, що сполучила кілька родовищ Лівії.
В межах розробки групи нафтових родовищ Інтісар на двох з них – Інтісар D (відносилось до гігантських з початковими видобувними запасами у 1,8 млрд барелів, що становило понад 50% загальних запасів групи) та Інтісар E – використали метод підтримки пластового тиску шляхом нагнітання попутного газу в газову шапку. Окрім ресурсу з самої групи Інтісар також використовували попутний газ, постачений з інших нафтових родовищ регіону по газопровідній системі, яка у підсумку включила:
- трубопровід від родовища Бу-Аттіфель довжиною 133 кілометра та діаметром 850 мм;
- трубопровід від родовища Фарег довжиною 110 кілометрів та діаметром 600 мм;
- трубопровід від родовища Нафура (район оази Джахіра) довжиною 80 кілометрів та діаметром 500 мм. Є відомості, що між Джахірою та Інтісар прокладена ще одна нитка газопроводу діаметром 200 мм.
Також відомо про газопровід-перемичку між родовищами Інтісар А та Інтісар D довжиною 26 кілометрів та діаметром 1000 мм.
На родовищі Інтісар А облаштували газопереробний завод, який спершу провадив вилучення з попутного газу гомологів метану.
Наразі закачування газу на Інтісар припинилось (щонайменше на родовищі Інтісар D), так що газопровідна система може використовуватись для поставок товарного газу з передачею його до трубопроводів  Інтісар – Сахл та Інтісар – Зувайтіна (а в перспективі Інтісар – Серір).